# Avalon (Al Jolson)
Avalon è un brano musicale jazz composto da Al Jolson, Buddy DeSylva e Vincent Rose nel 1920. Fu inciso per la prima volta da Al Jolson e nel 1921 raggiunse il secondo posto nella classifica delle vendite.

## Il brano
'Avalon' in pratica è una pubblicità per l'omonima località turistica che si trova nell'isola di Santa Catalina, al largo della costa della California, che era una destinazione frequentata dalla comunità cinematografica di Hollywood.
Jolson è stato uno dei primi artisti a capitalizzare la sua popolarità, ottenendo crediti di compositore su brani musicali, questa è la ragione per cui ottenne crediti in "Avalon".
Il vero compositore della musica fu Vincent Rose ma non completamente.  Infatti la melodia di apertura del brano è in realtà un passaggio dall'aria E lucevan le stelle, della Tosca di Giacomo Puccini. Rose aveva semplicemente cambiato la tonalità da minore a maggiore, aggiungendo poi alcune sue variazioni melodiche. Ma ciò era talmente evidente che la Ricordi, casa editrice di Puccini, nel 1921 fece causa ai compositori e all'editore, ottenendo 25.000 dollari come risarcimento e i diritti futuri. Tuttavia successivamente un giudice sentenziò che la tesi di Puccini fosse infondata, per cui la Ricordi si dovette accontentare della modesta cifra ottenuta nel precedente processo